# موتور خدامراد خالق‌پور چاه حسن
موتور خدامراد خالق‌پور چاه حسن یک منطقهٔ مسکونی در ایران است که در دهستان جازموریان واقع شده‌است. موتور خدامراد خالق‌پور چاه حسن ۱۱۶ نفر جمعیت دارد.